# Skype для бизнеса
Skype для бизнеса (прежние названия Microsoft Office Communicator и Microsoft Lync) — коммуникационная программа-клиент, позволяющая пользователям общаться друг с другом в реальном времени, используя различные виды коммуникаций: мгновенные сообщения, видео- и голосовую связь, общий доступ к рабочему столу, конференции, передачу файлов. У программы также имеется собственная серверная часть. Тем самым программа является клиентом объединённых коммуникаций и позволяет пользователям общаться и обмениваться информацией.
25 сентября 2017 года Microsoft объявила о постепенном отказе от Skype для бизнеса в пользу Microsoft Teams. В конце 2018 года Microsoft выпустила окончательную локальную версию Skype для бизнеса Server в рамках Office 2019. С сентября 2019 года Skype для бизнеса Online больше не предлагается новым подписчикам Office 365, а вместо этого направляется в Microsoft Teams. Поддержка Skype для бизнеса Online закончилась 31 июля 2021 года, а поддержка Skype для бизнеса Server 2019 продлится до 14 октября 2025 года. В пакет Office 2021 вместо Skype для бизнеса, который останется доступным для скачивания из Центра загрузок Microsoft, включен Microsoft Teams.

## История
28 июля 2007 года Microsoft выпустила в производство Office Communicator 2007 и запустила его 27 октября 2007 года. За ним последовал Office Communicator 2007 R2, выпущенный 19 марта 2009 года. 25 января 2011 года Microsoft выпустила Lync 2010, преемника Office Communicator. В ноябре 2010 года платформа была переименована в Lync.
В мае 2013 года Microsoft объявила, что предоставит пользователям Lync возможность общаться в Skype, потребительской платформе обмена мгновенными сообщениями, которую она приобрела в 2011 году. Первоначально сюда входила поддержка текстовой и голосовой связи. 11 ноября 2014 года Microsoft объявила, что Lync будет переименован в Skype для бизнеса в 2015 году, а также добавила поддержку видеозвонков с пользователями Skype.
22 сентября 2015 года Skype для бизнеса 2016 был выпущен вместе с Office 2016. 27 октября 2016 года был выпущен Skype для бизнеса для пользователей Mac.
25 сентября 2017 года Microsoft объявила, что Skype для бизнеса в будущем прекратит работу в пользу Microsoft Teams, облачной платформы совместной работы для корпоративных групп (сравнимой со Slack), включающей регулярные сообщения, видеоконференции, хранение файлов и интеграцию приложений. Microsoft выпустила окончательную локальную версию Skype для Бизнеса Server в рамках Office 2019 в конце 2018 года, а в июле 2019 года объявила, что размещенный Skype для бизнеса Online перестанет функционировать 31 июля 2021 года. С сентября 2019 года Skype для бизнеса Online больше не предлагается новым подписчикам Office 365, и вместо этого их направляют в Microsoft Teams. Поддержка Skype для Бизнеса Server 2019 продлится 14 октября 2025 года.

## Предыдущие версии
2013 — Microsoft Lync

2010 — Microsoft Lync

2007 — Microsoft Office Communicator